# زنبورهای کاونده
زنبورهای کاونده (نام علمی: Andrenidae) نام یک خانواده از بالاخانواده زنبورواران است. ماده‌های آن‌ها دالان‌هایی حفر می‌کنند. به زنبورهای کاوندهُ زنبورهای بَنّا هم گفته‌اند.